# Порт Яньтай
Порт Яньтай (кит.: 烟台港) — морський порт на Жовтому морі в околицях Яньтая, Шаньдун, Китайська Народна Республіка.

## Історія
Станом на 14 грудня 2011 року порт обробив 200 мільйонів тонн вантажів, ставши 10-м портом Китаю з пропускною спроможністю понад 200 мільйонів тонн. Очікується, що до 2015 року пропускна здатність порту досягне 300 млн тонн. У період з 2001 по 2005 рік Яньтай інвестував 2 мільярди доларів США в будівництво порту, побудувавши 40 нових причалів, збільшивши відсоток 10 000-тонних причалів з 27% на кінець 2000 року.
У 2011 році порт Яньтай разом із трьома іншими китайськими портами в східнокитайській провінції Шаньдун уклали стратегічний альянс із найбільшим портом Республіки Корея (РК). Альянс спільно сформований портом Циндао Шаньдуна, портом Яньтай, портом Жичжао, портом Вейхай і портом Пусан Південної Кореї з метою побудови транспортно-логістичного центру в Північно-Східній Азії.